# Chi1 Fornacis
Chi1 Fornacis är en vit underjätte i Ugnens stjärnbild. Den går även under beteckningen HD 21423.
Stjärnan har visuell magnitud +6,39 och är knappt synlig för blotta ögat vid mycket god seeing. Den varierar i ljusstyrka men varken amplitud eller period är fastställd.